# Heliria scalaris
Heliria scalaris är en insektsart som beskrevs av Leon Fairmaire. Heliria scalaris ingår i släktet Heliria och familjen hornstritar. Utöver nominatformen finns också underarten H. s. clivulata.